# Autisme non verbal
 Mise en garde médicale
L'autisme non verbal est l'ensemble des troubles du spectre autistique dans lesquels la personne n'acquiert pas ou n'a pas acquis, pas nécessairement de façon définitive, le langage, du moins la parole. Il est depuis 2013 intégré dans le diagnostic de trouble de spectre de l'autisme (TSA). L'autisme non verbal n'est pas lié à un degré d'autisme, mais simplement à une particularité en plus de l'autisme qui peut comporter différents niveaux d'autonomie. Il y a parfois une confusion entre le fait d'être autiste de niveau 3 et autiste non verbal alors que ce n'est pas toujours le cas.
Il est souvent associé à des formes de déficience intellectuelle, mais ce sujet et la façon de mesurer l'intelligence sont complexes puisque le QI ne peut être mesuré lorsque les personnes peuvent difficilement utiliser leurs corps (dyspraxie). Les personnes autistes non oralisantes contestent le fait qu'elles aient une déficience intellectuelle.  
Les personnes autistes qui n'ont pas acquis le langage oral peuvent avoir une expression écrite parfois révélatrice d'une intelligence riche au niveau verbal, par exemple dans le cas de l'écrivaine et poétesse Babouillec. 

## Controverses sur les méthodes de Communication Facilitée (incl. RPM, S2C, Spellers Method)
Il est nécessaire d'être vigilants face aux cas extraordinaires décrivant des capacités spontanées d'écriture de la part d'individus diagnostiqués autistes non verbaux. En effet, nombre de ces récits médiatiques à travers le monde (ceux de Naoki Higashida, Ido Kedar, Tito Mukhopadhyay, Tim Chan, Birger Sellin entre autres) résultent de l'usage de la technique de communication pseudo-scientifique dite de "Communication Facilitée" ou de ses variantes plus récentes telles que Rapid Prompting Method (RPM), Spelling to Communicate (S2C), Spellers Method.

### Point de vue des militants, défenseurs de ces méthodes
La défiance vis-à-vis de ces méthodes viendrait de professionnels de l'autisme pratiquant la méthode ABA et ayant des intérêts financiers ou universitaires dans le fait de faire progresser le langage oral des personnes autistes. Scientifiquement, la littérature serait très mitigée et les critiques ferait du cherry picking. Les exemples de violences citées ne seraient pas spécifiques à l'utilisation d'une méthode en particulier mais à la vulnérabilité, à la dépendance et au validisme que subissent les personnes handicapées.
Il existerait une diversité de moyens de communication où les personnes autistes non verbales s'exprimeraient de façon autonome. Ces personnes ne seraient pas écoutées de la même façon par les professionnels et les parents. De même, les organisations de personnes handicapées intellectuelles et le mouvement de l'auto-représentation, pourtant constitué dès ses débuts de personnes pouvant utiliser divers moyens de communication alternatifs, seraient souvent ignorés par les familles et professionnels de l'autisme.
Les critiques sur la méthode facilitée ou la RPM seraient validistes parce qu'elles se baseraient sur une conception validiste de l'autonomie qui demanderait aux personnes de devoir tout faire seules avec leurs corps. Or l'autonomie est surtout le fait de disposer de l'aide dont on a besoin pour vivre à un moment donné, le fait d'avoir des assistants personnels pour aider à communiquer est compatible avec les valeurs d'émancipation, d'auto-détermination et de vie autonome comme l'explique Nicolas Joncour, militant autiste non oralisant français par ailleurs "usager" de la méthode Spelling to Communicate.
Les militants handicapés pour la vie autonome défendent que nous sommes tous interdépendants entre humains pour vivre, ce sont certaines dépendances qui sont dévalorisées tandis que d'autres sont valorisées. Le plus important est de choisir ses co-dépendances et de pouvoir vivre selon ses propres choix. Des études cherchent encore aujourd'hui à valider scientifiquement des méthodes de communication facilitée malgré un consensus scientifique pourtant bien établi. Des chercheurs comme Bruno Gepner ont cherché à montrer les bienfaits de la communication facilitée grâce aux dernières technologies comme le eye tracking, en réduisant par exemple les comportements dits défis. Le chercheur Vikram Jaswal a aussi cherché à démontrer la scientificité de la méthode RPM grâce à l'eye tracking,. Enfin, ces méthodes permettraient aussi l'apprentissage de la litéracie.
"Presume compétence" est le mantra des défenseurs de la communication facilitée depuis les années 1980. Les personnes autistes non verbales nous enseigneraient qu'il est important de ne pas présumer l'incompétence des personnes et de tester divers moyens de communicationpour trouver le bon canal de communication.

## L'oppression du langage oral: l'oralisme
Comme pour les personnes sourdes, les personnes autistes non-verbales parlent de l'oppression oralisme (speechism en anglais) qui force les personnes autistes à utiliser le langage oral alors que cela ne correspond pas forcément à leur fonctionnement cognitif. Cette suprématie du langage oral est lié au validisme, au sanisme et aux autres oppressions comme le racisme. Cette oppression est liée à une vision du monde validiste et neurotypique qui veut imposer un seul canal de communication aux personnes autistes, produisant des inégalités, de l'institutionnalisation et des discriminations. Les personnes autistes non verbales peuvent être aussi dyspraxiques, dans ce cas les méthodes comme l'ABA-VB peuvent être inadaptées à leur situation, voire productrices de souffrance.